# ماریو مینیری
ماریو مینیری (ایتالیایی: Mario Minieri؛ زادهٔ ۲۱ ژوئن ۱۹۳۸) دوچرخه‌سوار اهل ایتالیا است.